# Чигорень
Чигорень (рум. Cihoreni) — село в Оргіївському районі Молдови. Входить до складу комуни, адміністративним центром якої є село Бієшть.

## Населення
За даними перепису населення 2004 року у селі проживали 938 осіб.
Національний склад населення села:
| Національність   | Кількість осіб | Відсоток   |
| ---------------- | -------------- | ---------- |
| молдавани румуни | 926 2          | 98,7% 0,2% |
| українці         | 6              | 0,6%       |
| росіяни          | 2              | 0,2%       |
| болгари          | 2              | 0,2%       |
| Всього           | 938            | 100%       |